# Mission Freundlichkeit – Mein 100 Tage Experiment
Mission Freundlichkeit – Mein 100 Tage Experiment ist ein von Jan Köppen moderiertes Format des Disney Channel, das ab dem 7. Oktober 2014 ausgestrahlt wurde und sechs Folgen umfasst.

## Produktion
Die von UFA Show & Factual produzierte Sendung wird von Jan Köppen moderiert, der mithilfe von Prominenten versucht in 100 Tagen die Welt zu verbessern. Dabei bezog Köppen in Berlin das Freundlichkeits-Headquarter(s), von dem aus alles koordiniert werden sollte. Unterwegs ist Köppen sowohl mit Kamerateams, als auch mit der versteckten Kamera. Gedreht wurde ab Juni 2014 bundesweit, vor allem aber in Berlin. Das Format ist eine Adaption, stammt ursprünglich aus Dänemark und war dort unter dem Namen 100 Days of Being Nice zu sehen.

## Episodenliste
Pro Folge steht Köppen ein Prominenter zu Seite, der in der jeweiligen Ausgabe im jeweiligen behandelten Themengebiet Köppen unterstützt.
| Folge | Thema             | Prominente(r)   | Erstausstrahlung  |
| ----- | ----------------- | --------------- | ----------------- |
| 1     | Nachbarschaft     | Mateo Jaschik   | 7. Oktober 2014   |
| 2     | Verkehr           | Ivy Quainoo     | 14. Oktober 2014  |
| 3     | Generation        | Ilja Richter    | 21. Oktober 2014  |
| 4     | Kommunikation     | Moses Pelham    | 28. Oktober 2014  |
| 5     | Arbeit & Beruf    | Gregor Meyle    | 4. November 2014  |
| 6     | öffentlicher Raum | Johannes Strate | 11. November 2014 |

## Einbindung der sozialen Medien
Ab dem 17. Juni 2014 gab es zur Sendung eine Facebook-Seite, über die die Leser mit Informationen rund um die Aktionen Köppens versorgt wurden. Es gab kleine Videobotschaften und Fotos zur jeweils stattfindenden Aktion. Die Seite hatte zwischenzeitlich fast 20.000 Fans. Inzwischen ist die Seite auf Facebook abgeschaltet.

## Einschaltquoten
Die erste Episode stieß beim Publikum auf ein verhaltenes Interesse. So schalteten 110.000 Zuschauer ein. Beim Gesamtpublikum konnte ein Marktanteil von 0,4 Prozent erreicht werden, bei der Zielgruppe der 14- bis 49-Jährigen auf 0,6 Prozent.